# Hargelsberg
Hargelsberg osztrák község Felső-Ausztria Linzvidéki járásában. 2020 januárjában 1401 lakosa volt. 

## Elhelyezkedése

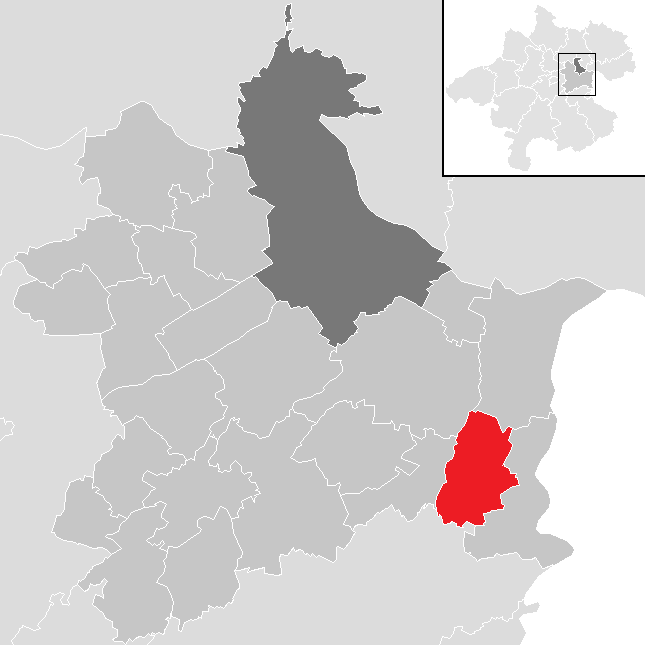
Hargelsberg a Linzvidéki járásban

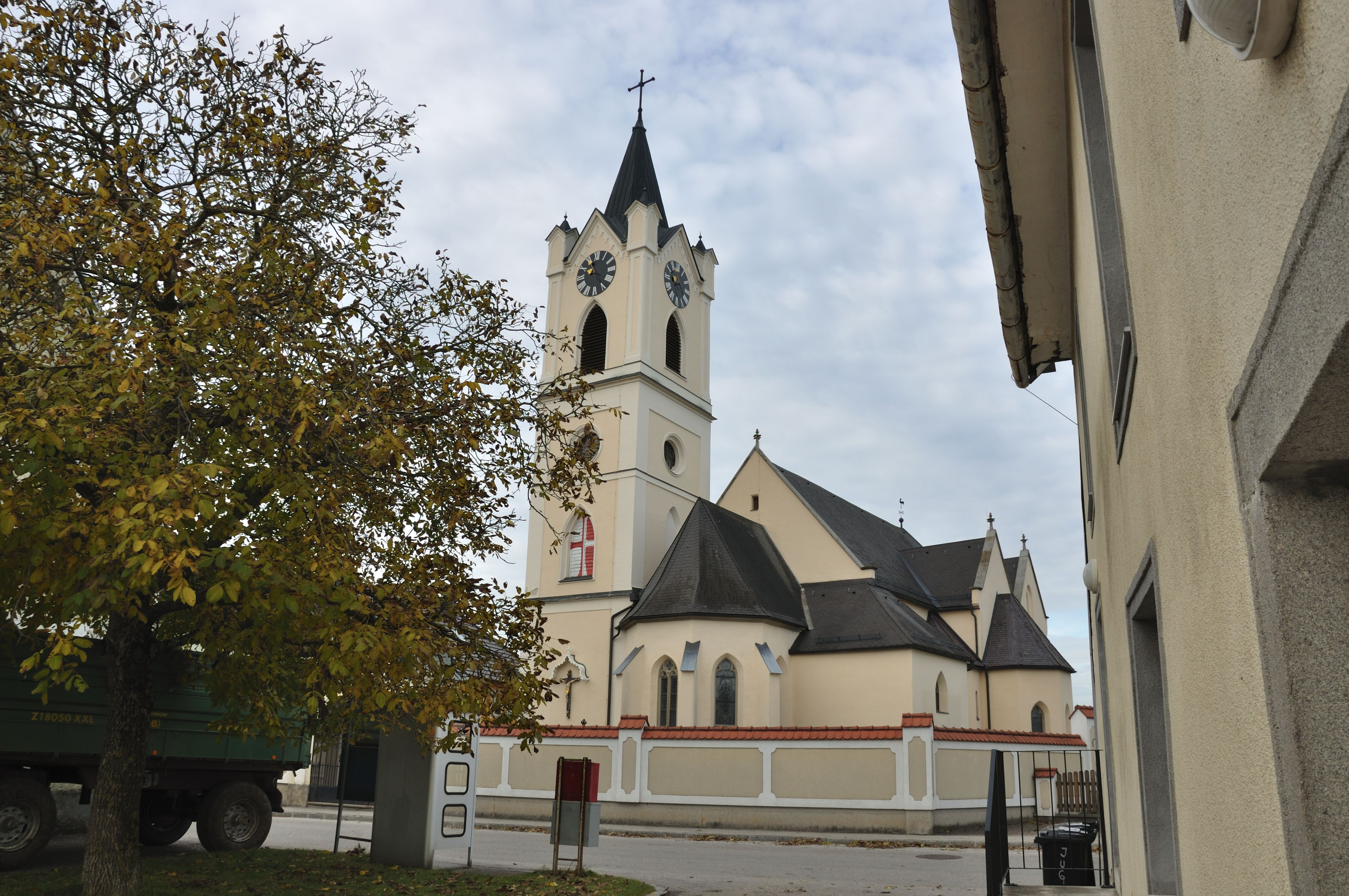
A Szt. András-plébániatemplom

Hargelsberg a tartomány Traunviertel régiójában fekszik az Enns és Traun folyók közötti hátságon, a Thaller Bach és a Stallbach patakok mentén. Területének 7,9%-a erdő, 84,3% áll mezőgazdasági művelés alatt. Az önkormányzat 10 településrészt, illetve falut egyesít: Angersberg (79 lakos 2020-ban), Firsching (455), Franzberg (19), Hargelsberg (482), Hart (36), Hausmanning (49), Penking (65), Pirchhorn (15), Sieding (114) és Thann (87).  
A környező önkormányzatok: nyugatra Hofkirchen im Traunkreis, északnyugatra Sankt Florian, északkeletre Enns, keletre Kronstorf, délre Dietach, délnyugatra Wolfern.  

## Története
Hargelsberget 1244-ben említik először "Haedegersperge" formában. Neve a Haduger személynévből származik..
Térsége eredetileg a Bajor Hercegség keleti határvidékéhez tartozott, a 12. században került át az Osztrák Hercegséghez. 
A napóleoni háborúk során a községet több alkalommal megszállták. 
A köztársaság 01918-as megalakulása után Hargelsberg Felső-Ausztria tartomány része lett. Miután a Német Birodalom 1938-ban annektálta Ausztriát, az Oberdonaui gauba sorolták be. A második világháború után az ország függetlenné válásával ismét Felső-Ausztriához került.

## Lakosság
A hargelsbergi önkormányzat területén 2020 januárjában 1401 fő élt. A lakosságszám 1971 óta dinamikusan növekszik, közel kétszeresése duzzadt. 2018-ban a helybeliek 95,8%-a volt osztrák állampolgár; a külföldiek közül 1% a régi (2004 előtti), 1,9% az új EU-tagállamokból érkezett. 2001-ben a lakosok 88,3%-a római katolikusnak, 1,3% evangélikusnak, 7,5% pedig felekezeten kívülinek vallotta magát. Ugyanekkor 3 magyar élt a községben. 
A népesség változása:

| 2016 | 1 341 |
| 2018 | 1 371 |

## Látnivalók
- a Szt. András-plébániatemplom

## Fordítás
- Ez a szócikk részben vagy egészben  a   Hargelsberg című német Wikipédia-szócikk ezen változatának fordításán alapul.  Az eredeti cikk szerkesztőit annak laptörténete sorolja fel. Ez a jelzés csupán a megfogalmazás eredetét és a szerzői jogokat jelzi, nem szolgál a cikkben szereplő információk forrásmegjelöléseként.